# Arrondissement de Makacolibantang
L'arrondissement de Makacolibantang est l'un des arrondissements du Sénégal. Il est situé dans le département de Tambacounda et la région de Tambacounda.
Il compte trois communautés rurales :
- Niani Toucouleur ;
- Makacolibantang ;
- Ndoga Babacar.

Son chef-lieu est Makacolibantang.